# Сорьяно
Сорья́но (исп. Soriano) — небольшой город на юго-западе Уругвая, на территории департамента Сорьяно.

## География
Город находится в западной части департамента, на левом берегу реки Рио-Негро, на высоте 14 метров над уровнем моря.
Сорьяно расположен на расстоянии приблизительно 30 километров к юго-западу от города Мерседес, административного центра департамента и на расстоянии 250 километров к северо-западу от Монтевидео, столицы страны. Ближайший гражданский аэропорт расположен в городе Фрай-Бентос.

## История
Город был основан в 1624 году под именем Санто-Доминго-Сорьяно. Является одним из старейших населённых пунктов Уругвая. Имел статус города (Villa) ещё в колониальный период.

## Население
По данным переписи 2011 года, население составляло 1124 человека.
| Год  | Население |
| ---- | --------- |
| 1908 | 6 303     |
| 1963 | 1 036     |
| 1975 | 1 120     |
| 1985 | 1 068     |
| 1996 | 1 074     |
| 2004 | 1 184     |
| 2011 | 1 124     |

Источник: Instituto Nacional de Estadística de Uruguay